# Chiesa delle Scuole Pie
La chiesa del Santissimo Nome di Maria e degli Angeli custodi, comunemente detta chiesa delle Scuole Pie, è un edificio di culto che si trova in piazza delle Scuole Pie, nel centro storico di Genova, a poche decine di metri di distanza dalla cattedrale di San Lorenzo.

## Storia
La chiesa è stata edificata, sfruttando in parte un edificio preesistente, dalla comunità dei Padri Scolopi, presente in città dagli inizi del XVII secolo e proveniente da Savona, che nella piazza edificarono anche una scuola. I lavori di costruzione ebbero inizio nel 1712, ma vennero ultimati solo nel 1770 circa.
Dopo l'espropriazione dei monasteri e conventi decisa dalla Repubblica Ligure, i padri Scolopi trasferirono la scuola nell'ex monastero delle Benedettine sito nel piano di Sant'Andrea, mantenendo tuttavia attiva la chiesa.
Durante i lavori di restauro della chiesa, avvenuti nella seconda metà degli anni ottanta del XX secolo, sono venuti alla luce resti archeologici sia di epoca romana repubblicana che successivi.
La piazza dove ha sede l'edificio era da alcuni secoli (le prime testimonianze risalgono al 1277) zona di residenza dell'albergo famigliare dei Cicala, probabili proprietari originari dell'edificio impiegato come base per la costruzione della chiesa. Nei secoli precedenti la famiglia aveva costruito nelle vicinanze anche due edifici poi inseriti nell'elenco dei Rolli, conosciuti ora come palazzo Cicala-Raggio e palazzo Gio Andrea Cicala.

## Caratteristiche

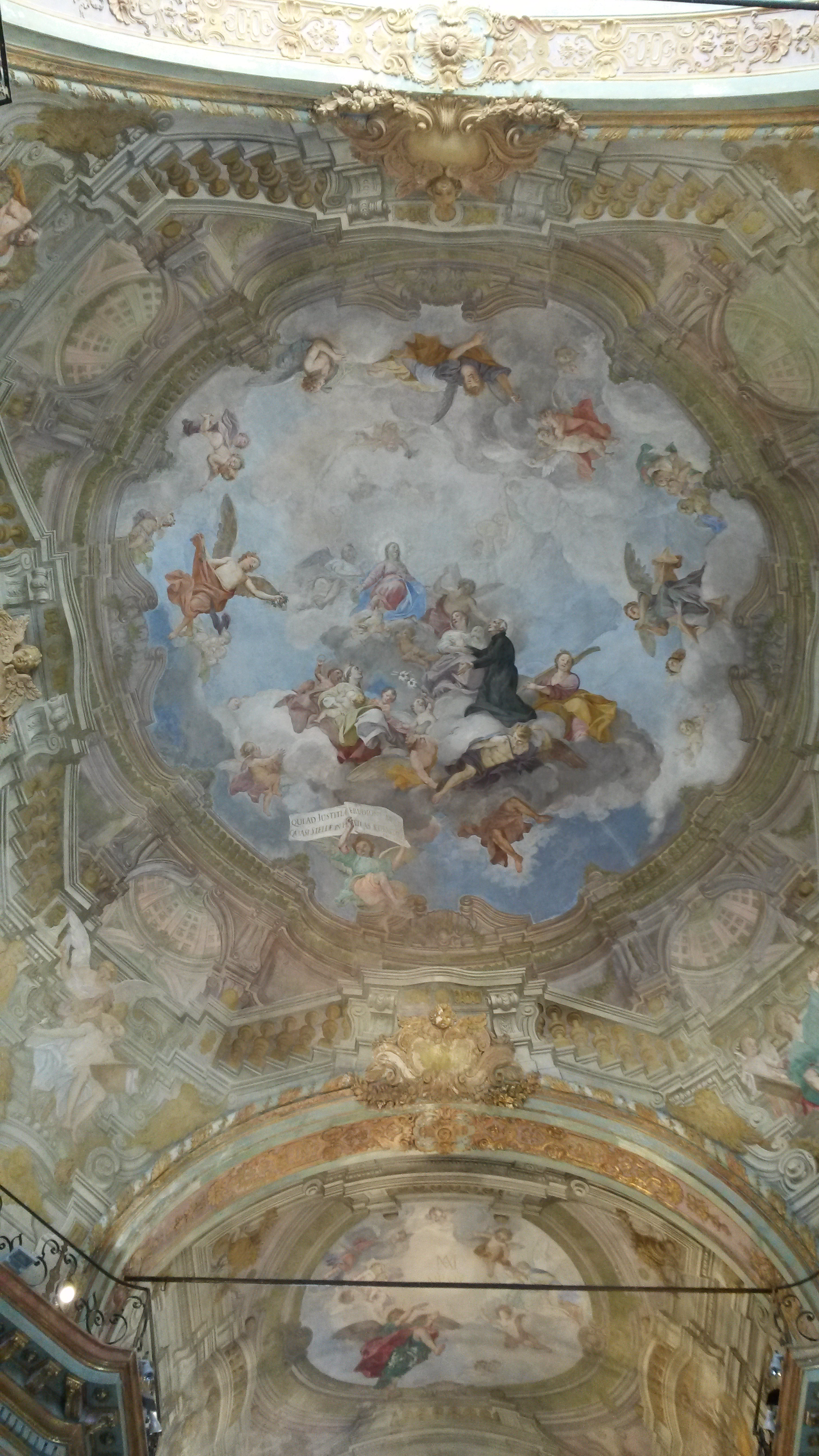
Affreschi della volta del Galeotti

La chiesa è uno dei migliori esempi di architettura tardo-barocca a Genova.
La facciata, con doppio ordine di semicolonne e lesene, termina con un timpano triangolare, al di sopra del quale una sopraelevazione ospitava il collegio degli Scolopi. Al centro della facciata si apre un'ampia finestra incorniciata da stucchi.
Giuseppe Galeotti (1709-1778) e Andrea Leoncini realizzarono diverse opere all'interno della chiesa, tra cui gli affreschi rappresentanti Giuseppe Calasanzio, fondatore dell'ordine degli Scolopi. Sulla volta a vela dell'aula unica ottagonale, il Leoncini è autore delle quadrature architettoniche mentre il Galeotti celebrò ad affresco la Gloria della Vergine e di san Giuseppe Calasanzio, mentre in fondo, nella volta a botte sopra l´altare, lo stesso artista affrescò l'Esaltazione del nome di Maria. Il Galeotti realizzò anche quattro dipinti, collocati su altrettanti pilastri della chiesa, rappresentanti i santi Gerolamo, Ambrogio, Gregorio ed Agostino.

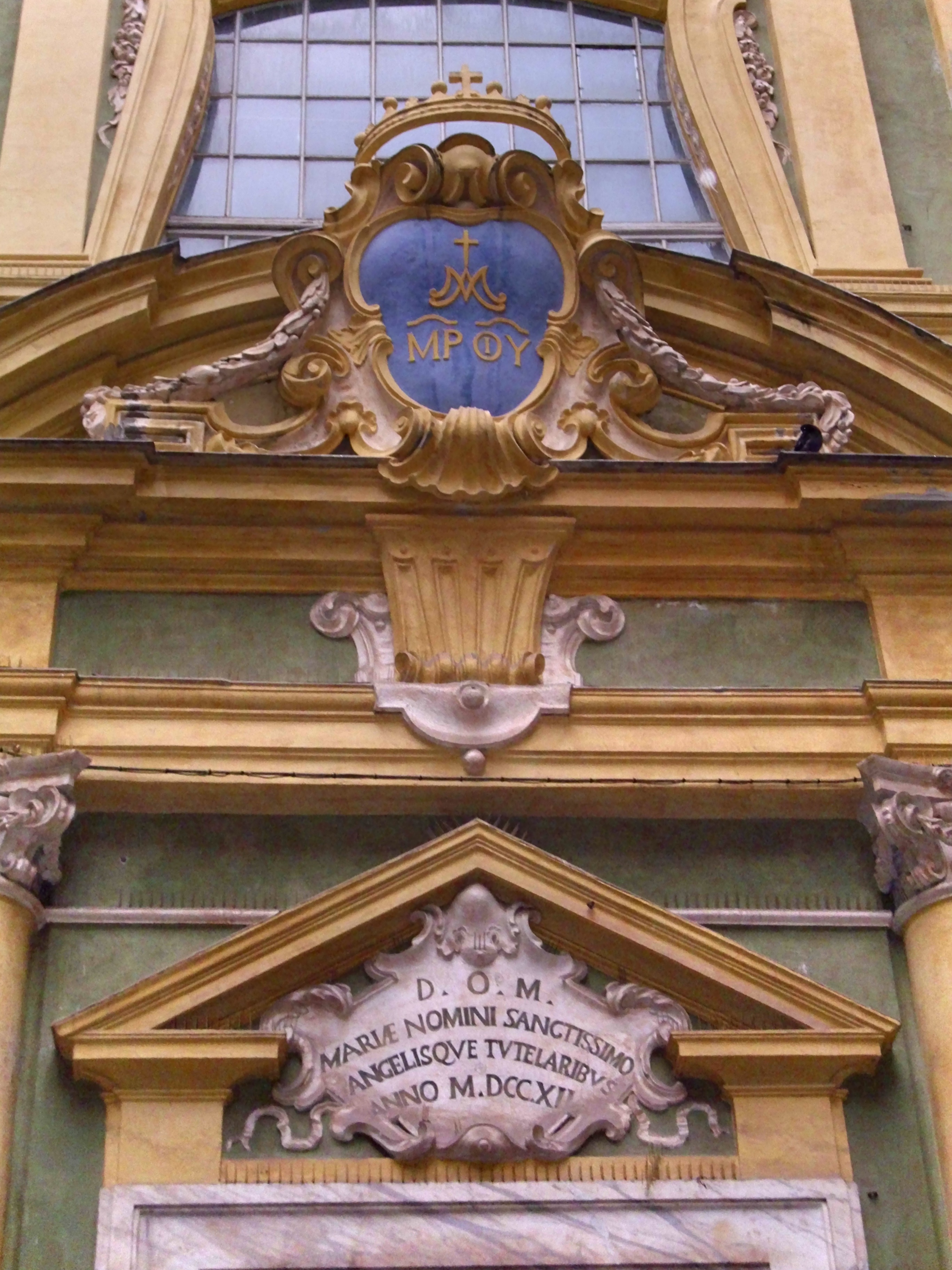
Particolare della facciata sovrastante l'ingresso dell'edificio

Francesco Maria Schiaffino ha disegnato nove bassorilievi presenti nella chiesa, con episodi della Vita della Vergine, ma essendo morto durante la realizzazione dell'opera (nel 1765), i restanti vennero realizzati, in base ai disegni dello Schiaffino, da suoi allievi. Sono considerati opera realizzata direttamente dallo scultore i tre rappresentanti il Presepio, la Purificazione di Maria e la Disputa di Gesù nel tempio, mentre sono opera dei suoi allievi lo Sposalizio della Vergine, l'Annunciazione, la Visitazione, il Transito di N. D., la Discesa dello Spirito Santo e la Fuga in Egitto (quest'ultimo forse opera giovanile di Nicolò Traverso).
La statua della Madonna col Bambino posta sull'altare maggiore è attribuita a Tommaso Orsolino o a Francesco Fanelli, mentre una rappresentazione pittorica dell'angelo custode è opera di Giovanni Paolo Oderico.
Nel 1980, dalla chiesa incustodita, vennero trafugate le due tele collocate sugli altari laterali, che raffiguravano san Calasanzio (di Jacopo Cestaro, allievo del Solimena) e l'Angelo Custode (di Gian Paolo Oderico, seguace del Fiasella). Quest'ultima è stata ritrovata nel 2010 dal Nucleo Tutela Patrimonio dei Carabinieri e restaurata con fondi ministeriali. Al posto della prima tela è steso un drappo verde.
Sotto il piano della pavimentazione è presente una cripta in cui venivano sepolti i religiosi.